# 두들즈
《두들즈》(Doodlez)는 텔레툰에서 2001년부터 2003년까지 방영된 캐나다의 단편 애니메이션이다. 현재는 니켈로디언에서 볼 수 있으며, 니켈로디언의 모든 만화 중 한 회분 분량이 가장 짧다.

## 줄거리
두들즈는 낙서로 만들어진 작은 꼬마 두드의 이야기다. 각 회간의 연관성은 거의 없으며, 작가의 손이 연필로 두드를 계속 괴롭히는 것이 메인 테마다.
두드는 보통 만화가 너무 일찍 끝나기 때문에 만화 종반부에 화가 나 있다. 이 만화에는 대화가 하나도 없다. 만화는 언제나 “FIN”이라는 글씨를 보여주며 끝나는데, 불어 번역판에서는 “The End”라는 글자가 나온다.

## 주연
- 두드(Dood) : 주인공으로, 가장 처음 그려지는 낙서이다. 캐나다인임.
- 핸드(Hand) : 이 만화를 그려나가는 연필을 든 손. 두드를 괴롭힌다.